# Vanilla cucullata
Vanilla cucullata är en orkidéart som beskrevs av Friedrich Fritz Wilhelm Ludwig Kraenzlin, Josias Braun-Blanquet och Karl Moritz Schumann. Vanilla cucullata ingår i släktet Vanilla och familjen orkidéer. Inga underarter finns listade i Catalogue of Life.